# Abenteuerreise

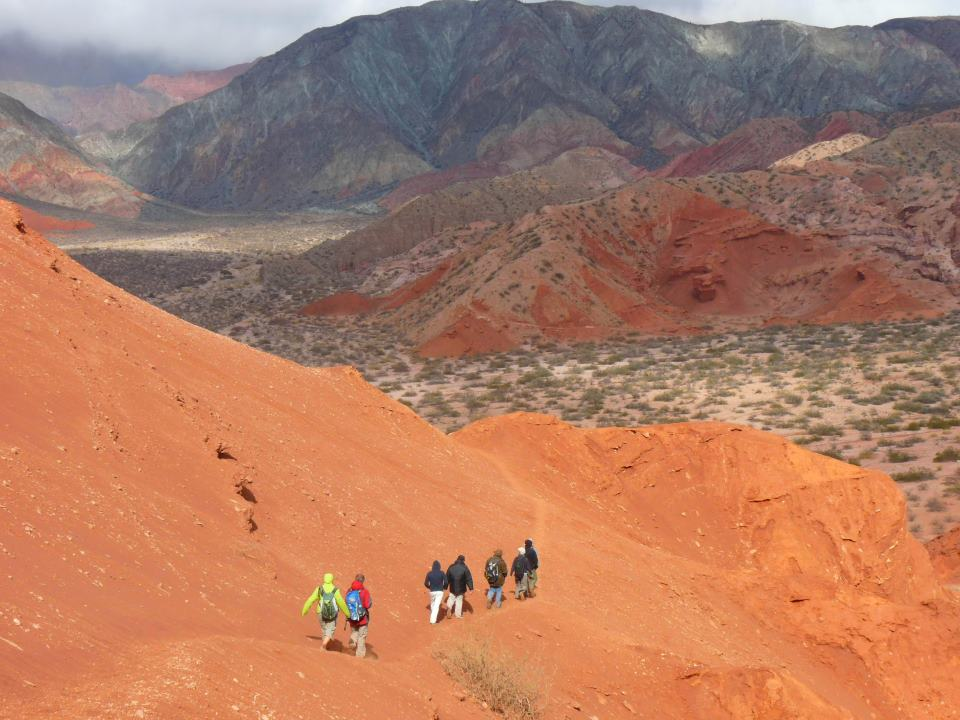
Trekking in Quebrada de las Conchas, Cafayate, Provinz Salta, Argentinien

Eine Abenteuerreise ist die wagnisreiche Unternehmung eines Menschen, der sein gewohntes räumliches und soziales Umfeld verlässt und sich längerfristig zu einem entfernten Ziel fortbewegt. Der Abenteuerreisende ist in die Unternehmung unmittelbar und verantwortlich eingebunden. Er nimmt bewusst Risiken und Gefahren auf sich und benötigt für das Bewältigen der Herausforderungen entsprechende Fähigkeiten und Kompetenzen sowie eine robuste Konstitution. Der Reisende geht mit seinem Unternehmen ein Wagnis ein, indem er sich anhaltend mit einem ihm nicht vertrauten neuen Umfeld und entsprechenden Unwägbarkeiten konfrontiert, um Außergewöhnliches zu entdecken und zu erleben.

## Definitionen
Nach Angabe der US-amerikanischen Adventure Travel Trade Association umfassen Abenteuerreisen jede Form von Tourismus, die folgende drei Eigenschaften aufweisen: physische Herausforderung, kultureller Austausch und Naturverbundenheit.
Thomas Trümper definiert die Abenteuerreise als Reise, bei der „Aktivitäten mit den für abenteuerliche Situationen charakteristische Erlebnismerkmale überwiegen und die um ihrer selbst willen erlebt werden, das heißt ein Abenteuermotiv muss bestehen.“
Nach Natascha Sverak ist eine Abenteuerreise „eine kaum geplante Reise ins Unbekannte, die viel Platz für Spontanität und Selbständigkeit lässt, den Körper mit einem gewissen Risiko herausfordert und Sport und Spaß zulässt. Außerdem ist sie stark mit Natur/Wildnis und den Einheimischen verbunden, während sie Varietät und Außergewöhnliches für den Ausübenden zulässt.“
Nach Manfred Köhler heißt Abenteuerreise, „Ferien abseits überlaufender Touristengebiete zu verbringen, auf den Spuren einstiger Entdecker zu wandeln und dabei einen Hauch von Abenteuer erleben zu wollen. Dabei werden unterwegs Grenzerfahrungen über seine eigene Leistungsfähigkeit gemacht, lernt man das Leben in seiner ganzen Vielfalt kennen, sammelt Erkenntnisse, die auch Menschen berühren, die an „abenteuerlichen“ Kraftakten kein Interesse haben.“
Nach Heinz Hahn und Hans-Jürgen Kagelmann sind Abenteuerurlauber (A-Typ) gekennzeichnet „durch die Suche nach einem ‚einmaligen Erlebnis‘, wobei dieses nicht allein und der unkontrollierten Gefahr ausgesetzt erlebt wird, sondern mit kontrolliertem Risiko und meist in einer Gruppe von Gleichgesinnten“. „Abenteurer zu sein, das heißt zuallererst, sich frei zu machen von der Angst davor, was Familie, Freunde oder Nachbarn sagen könnten, wenn man aus seinem festgefahrenen Alltag ausschert und damit beginnt, sich seine Träume zu verwirklichen.“
Eine Abenteuerreise definiert sich über ihre räumliche (von der Heimat entfernt), zeitliche (längerfristig), soziale (Isolation) und kulturelle Dimension (Kulturschock).

## Motivation
Die strapaziösen Fernreisen des Kaufmanns Marco Polo wurden neben dem Handel auch durch „[d]ie Lockungen der Feme, Fremde und Gefahr“ motiviert. Der Berliner Reiseforscher Hasso Spode nennt als Motiv für extreme Urlaubserfahrungen „spätpubertäre Identitätssuche“ bei jüngeren und „Langeweile“ bei älteren Menschen mit höherem Einkommen. Der Hamburger Gesellschaftsforscher Ulrich Reinhardt sieht eine Ursache im gesellschaftlichen Wandel: „Wir identifizieren uns nur noch begrenzt über unsere Arbeit oder den Alltag, sondern über das, was wir in unserer Freizeit machen.“ Kennzeichen für einen Abenteurerreisenden ist absolute Einzigartigkeit. Nach Ralf Buckley sind Abenteuertouristen motiviert, einen mentalen Zustand des „Rush“ oder „Flow“ zu erleben, der aus dem Verlassen ihrer Komfortzone resultiert.

## Arten von Abenteuerreisen

### Ökotourismus

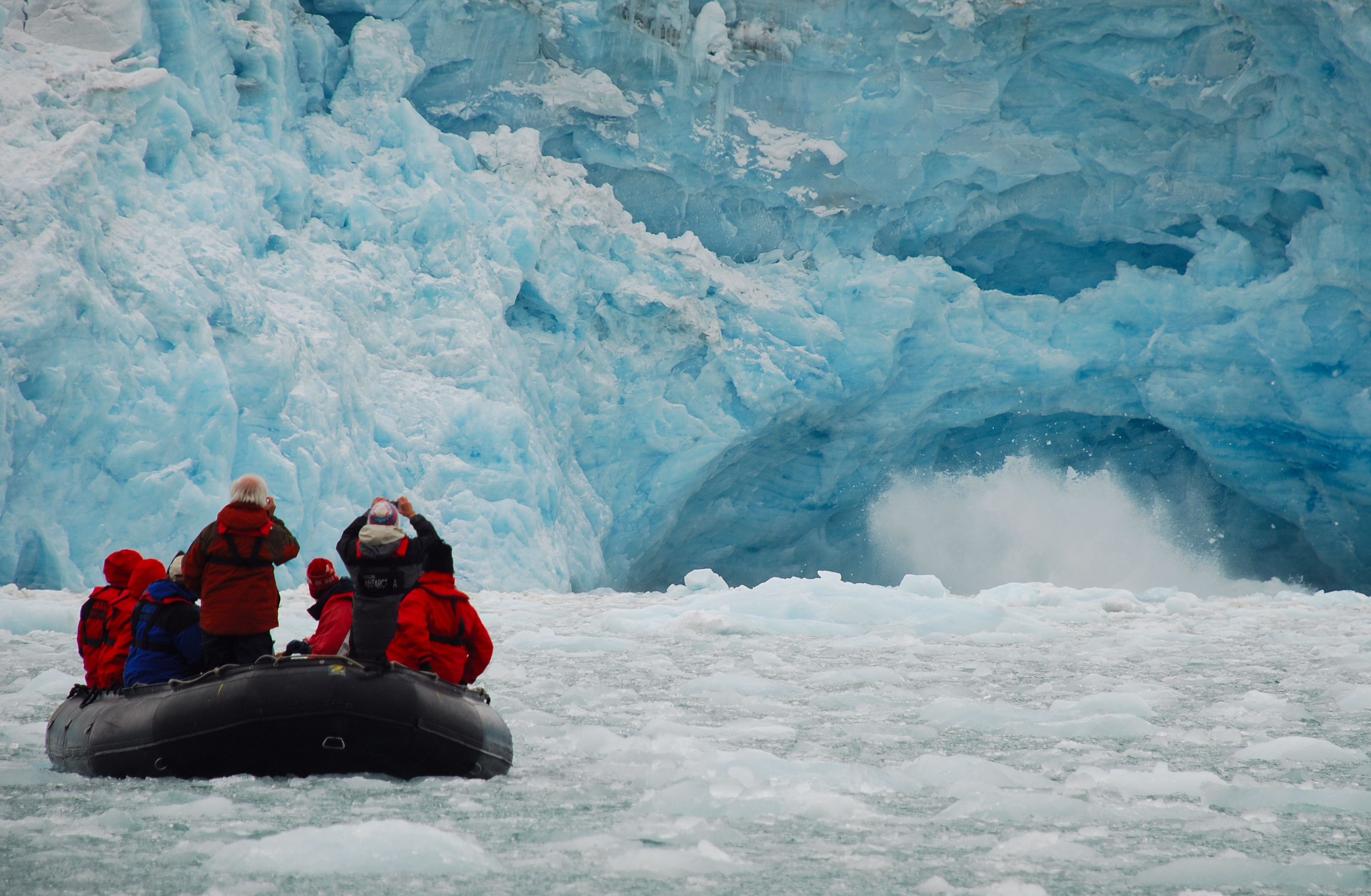
Ökotourismus in der Arktis (Spitzbergen)

Ökotourismus wird von der International Environmetrics Society definiert als „verantwortungsbewusstes Reisen zu naturbelassenen Gegenden, bei dem die Natur erhalten und das Wohlgefühl der hiesigen Bevölkerung gewahrt bleibt, und beinhaltet Sinngebung und Weiterbildung.“ Das Ziel von Ökotourismus ist der Schutz der Umwelt vor schädigenden Einflüssen wie menschlichem Reiseverkehr und das Verfügbarmachen von Bildungsinformation, indem man sich für die Einzigartigkeit der Umwelt einsetzt. Zudem soll Ökotourismus „versuchen, den Ökotouristen aus seiner passiven Rollen, wo Erholung einfach nur auf der Naturlandschaft basiert, herausholen und zu einer mehr aktiven Rolle anregen, wo Aktivitäten einen wirklichen Beitrag zur Gesundheit und Lebensfähigkeit dieser Umwelt leisten.“

### Ethno-Tourismus
Beim Ethno-Tourismus werden fremdländische Orte in der Absicht besucht, indigene Völker und Kulturen in ihrer natürlichen Gesellschaft aus nicht-wissenschaftlichen Motiven heraus zu beobachten und kennenzulernen.
Extremere Formen beinhalten auch Versuche, Kontakt zu autochthonen Volksgruppen aufzunehmen, die zuvor vor Besuchern isoliert oder geschützt waren. Zwei Kontroversen sind mit Ethnotourismus verbunden: Eingeborene können sich mit Krankheiten infizieren, gegen die sie keine natürlichen Abwehrreaktionen haben, und langfristig können kulturelle Eigenständigkeit und Sprache durch Akkulturation verfremdet und ausgerottet werden.

### Überlandreisen
Überlandreisen (englisch Overlanding) sind Langstreckenreisen auf zusammenhängenden Landmassen, die möglicherweise bereits auf Marco Polos erste Überlandexpedition Mitte des 13. Jahrhunderts von Venedig zum mongolischen Hofstaat des Kublai Khan zurückgehen. Heutzutage sind Überlandreisen ausgedehnte Abenteuerfahrten über lange Strecken, zumeist in einer Gruppe. Kommerzielle Anbieter nutzen dazu umgebaute Lastkraftwagen oder Busse, in denen meist mehrere Wochen oder Monate unter Führung eines Reiseleiters gefahren wird. Seit den 1960er Jahren wurden Überlandreisen zu einer populären Art, um zwischen Destinationen in Afrika, Europa, Asien (hier insbesondere Indien), Amerika und Australien zu reisen. Auf dem „Hippie trail“ der 1960er und 1970er Jahren reisten tausende jugendliche Westerner von Europa über den Mittleren Osten nach Indien und Nepal. Viele dieser alten Routen sind immer noch vorhanden, ergänzt um neue wie Überland von Island nach Südafrika und die post-sowjetischen Länder Zentralasiens.

### Stadterkundung
Stadterkundung (englisch Urban Exploration (Urbex)) ist die private Erforschung von Einrichtungen des städtischen Raums und sogenannter Lost Places („vergessener Orte“). Oftmals handelt es sich dabei um das Erkunden alter Industrieruinen, aber auch Kanalisationen, Katakomben, Dächern oder unzugänglicher Räumlichkeiten ungenutzter Einrichtungen. Der Begriff wird auch für die Erkundung zugänglicher Orte wie Parks verwendet.

## Die Bildungswirkung
Die in Reisekatalogen zu lesende Kurzformel „Reisen bildet“ ist in dieser Vereinfachung falsch, weil das reine Unterwegssein noch keinen bildungswirksamen Automatismus auslöst. „Reisen kann bilden, wenn es denn bewusst gelebt und reflektiert wird“, differenziert daher der Wagnisforscher Siegbert A. Warwitz diese Aussage. Dies gilt insbesondere für die reale Abenteuerreise, weil sie mit einem hohen Maß an Eigenverantwortung und ganzheitlicher Erlebnisintensität verbunden ist:
„Die persönlichkeitsbildende Wirkung hängt vom Grad der Betroffenheit ab, den die Begegnung [mit dem Abenteuer] auszulösen vermag. Hierfür ist es von erheblicher Bedeutung, inwieweit sich der Abenteuerhungrige mit allen Konsequenzen real, aktiv und komplex in das wagnishafte Geschehen einzubringen bereit ist.“

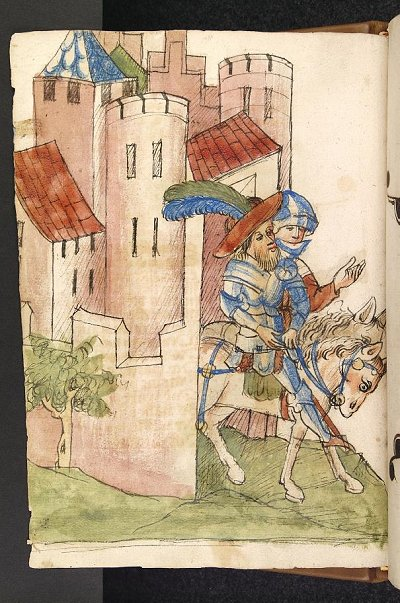
Der Ritter Gahmuret verlässt seine schützende Burg mit einem Begleiter, um auf Âventiure zu gehen (UB Heidelberg, Cod. Pal. germ. 339, Blatt 5v)

Der Begriff des Abenteuers (Âventiure) und die Vorstellung von einer entsprechenden Abenteuerreise wurde von den Dichtern des Hochmittelalters geprägt, indem sie in ihren Epen die Ausfahrt von Rittern darstellten, die sich aus allen persönlichen Bindungen und dem gewohnten Umfeld lösten und in die Welt hinauszogen, um auf ehrenvolle Weise Abenteuer zu bestehen. Diese sogenannten „Heldenreisen“ dienten keiner oberflächlichen Reizbefriedigung, sondern dem Wachsen der Persönlichkeit des jungen Ritters, der sich in einsamer Selbstfindung über mancherlei Fehlentscheidungen, Fehlhandlungen und das Scheitern auch redlicher Bemühungen mit den Ansprüchen der Welt auseinandersetzen und sich bewähren musste. Es ging um das Finden und den Beweis einer ethischen Gesinnung und Charakterfestigkeit. Als typische Beispiele können die Lebensläufe der besonders ausgezeichneten Ritter der Artusrunde und hier vor allem das allmähliche Reifen des jungen Parzival zum gralswürdigen Ritter gelten, was Wolfram von Eschenbach in seinem gleichnamigen Epos eindrucksvoll dargestellt hat.
Der Bildungsaspekt spielt auch bei der sogenannten „Walz“ der Handwerksgesellen eine wesentliche Rolle, die seit dem Spätmittelalter von ihren Zünften eine jahrelange Lehrzeit bei fremden Handwerksmeistern verordnet bekamen. Sie mussten, bevor sie zu Meistern werden konnten, auf Wanderschaft durch ganz Europa ziehen, um unterschiedliche Arbeitspraktiken und Lebenserfahrungen zu sammeln. Dabei warteten zahlreiche Abenteuer auf sie mit Gefahren von Wegelagerern, kargen Unterkünften, unberechenbaren rauen Lehrmeistern, aber auch verführerischen Liebschaften, bevor sie als gereifte Handwerksmeister akzeptiert wurden. In einem alten Burschenlied heißt es entsprechend: „Das muss ein schlechter Müller sein, dem niemals fiel das Wandern ein“ (aus: „Das Wandern ist des Müllers Lust“).
Auch die „Fahrten“ der Schüler und Studenten des sogenannten Wandervogel und der aus ihm erwachsenen Jugendbewegung zu Beginn des 20. Jahrhunderts sind als bildende Abenteuerreisen zu verstehen. Die junge Generation begann, sich von der Lebensweise der älteren durch den auch äußerlich vollzogenen Ausbruch „aus grauer Städte Mauern“ in das selbst bestimmte einfache Leben in freier Natur zu emanzipieren und gleichzeitig ihrem Fernweh nachzugeben, was sie in ihren „Fahrtenliedern“ und dem Bild der romantischen Dichter von der Suche nach der „Blauen Blume“ zu verklären versuchten.

## Marktanteil
Eine Messung der Marktgröße ist wegen Fehlens einer  Operationalisierung schwierig. Nach Umfragen der Hamburger Stiftung für Zukunftsforschung machen rund 10 % der Bevölkerung Extrem-Urlaub, doppelt so viele Männer wie Frauen und zwanzigmal so viele junge Erwachsene wie Senioren über 65.

## Kritik am Abenteuertourismus
Die Kritik am Abenteuertourismus hat eine Reihe Ansatzpunkte. Sie reichen vom Vorwurf des verbreiteten Etikettenschwindels und Selbstbetrugs durch die Nutzung abenteuerträchtiger Vokabeln für Erlebnis-, Sport-, Natur- oder Kulturreisen über die Kritik an der ökologischen Belastung der Umwelt durch den produzierten Fernreiseverkehr bis zum Makel der Beschädigung empfindlicher Naturlandschaften, wertvoller Kulturdenkmäler und unberührter indigener Völker durch die Ausweitung zum Massentourismus, der sich mit dem Abenteuertourismus möglichst abgelegene exotische Ziele sucht:

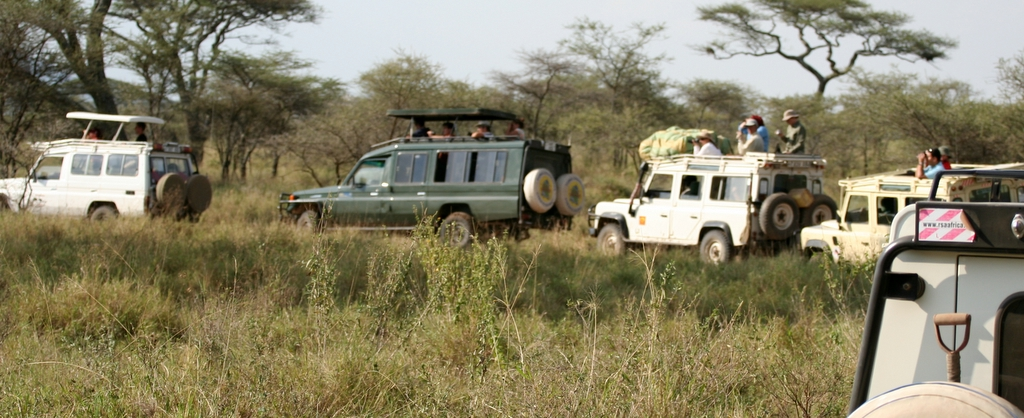
„Abenteuer“ Safari in der Serengeti, Tanzania 2005

Der sich verstärkt ausbreitende Abenteuertourismus greift das latente Bedürfnis nach außergewöhnlichen Erlebnissen auf, die Berufsalltag und gewohnte Umgebung oft nicht mehr bieten. Der moderne Pauschaltourist ist dabei fasziniert von dem Begriff „Abenteuer“, der ihm dieses Erleben verspricht. Er will aber zugleich auf die Sicherheit und den gewohnten Komfort nicht verzichten. Er möchte das „sichere“ Abenteuer, das es nicht gibt. So bietet die Tourismuswirtschaft ihm an, was er wünscht, eine Antarktisreise beispielsweise auf einem sicheren, eistauglichen Kreuzfahrtschiff mit sämtlichem zugehörigen Komfort und versieht sie mit dem attraktiven Etikett „Expedition“ oder „Abenteuerreise“. Es wird als „Wildnistrekking“ oder „Safari“ deklariert, was nach kurzen Raubtierbeobachtungen vom sicheren Geländefahrzeug aus wieder schnell in der klimatisierten Lodge mit sämtlichem Komfort der Zivilisation enden soll. Indios oder Papuas verkleiden sich, aufregend bemalt, in ihre Baströcke, bevor der Touristenbus anrollt. Und der Medizinmann positioniert sich vor seiner von Totenköpfen und Totempfahl umgebenen, mit magischen Zeichen drappierten Hütte, um für die Kameras exotische Bilder zu liefern. Das sogenannte „Event-Hopping“, im Programm versprochen, vom Veranstalter organisiert, macht den Touristen zum „Abenteuer-Konsumenten“. Er wird ohne Anstrengung, Eigeninitiative und persönliches Risiko „be-abenteuert“, wie es der Wagnisforscher Siegbert A. Warwitz ausdrückt. Das „Pseudoabenteuer“ entfernt sich nach Warwitz vom Ursprungsgedanken und Begriff des Abenteuers, wie sie mit der „Âventiure“ von den mittelhochdeutschen Dichtern geprägt wurden und historische Bedeutung erlangt haben: Es fehlen ihm konstituierende Momente des Abenteuers wie die Eigeninitiative, das unvorhersehbare Risiko, das ganzmenschliche Sich-Einlassen, das Sich-echten-Gefahren-Aussetzen, das eigenverantwortliche Wagen, das bereitwillige Austragen eventueller nachteiliger Folgen. Der Pauschaltourist geht mit einer „Vollkasko-Mentalität“ nur halbherzig in das vermeintliche Abenteuer und erntet nur ein „Scheinabenteuer“.

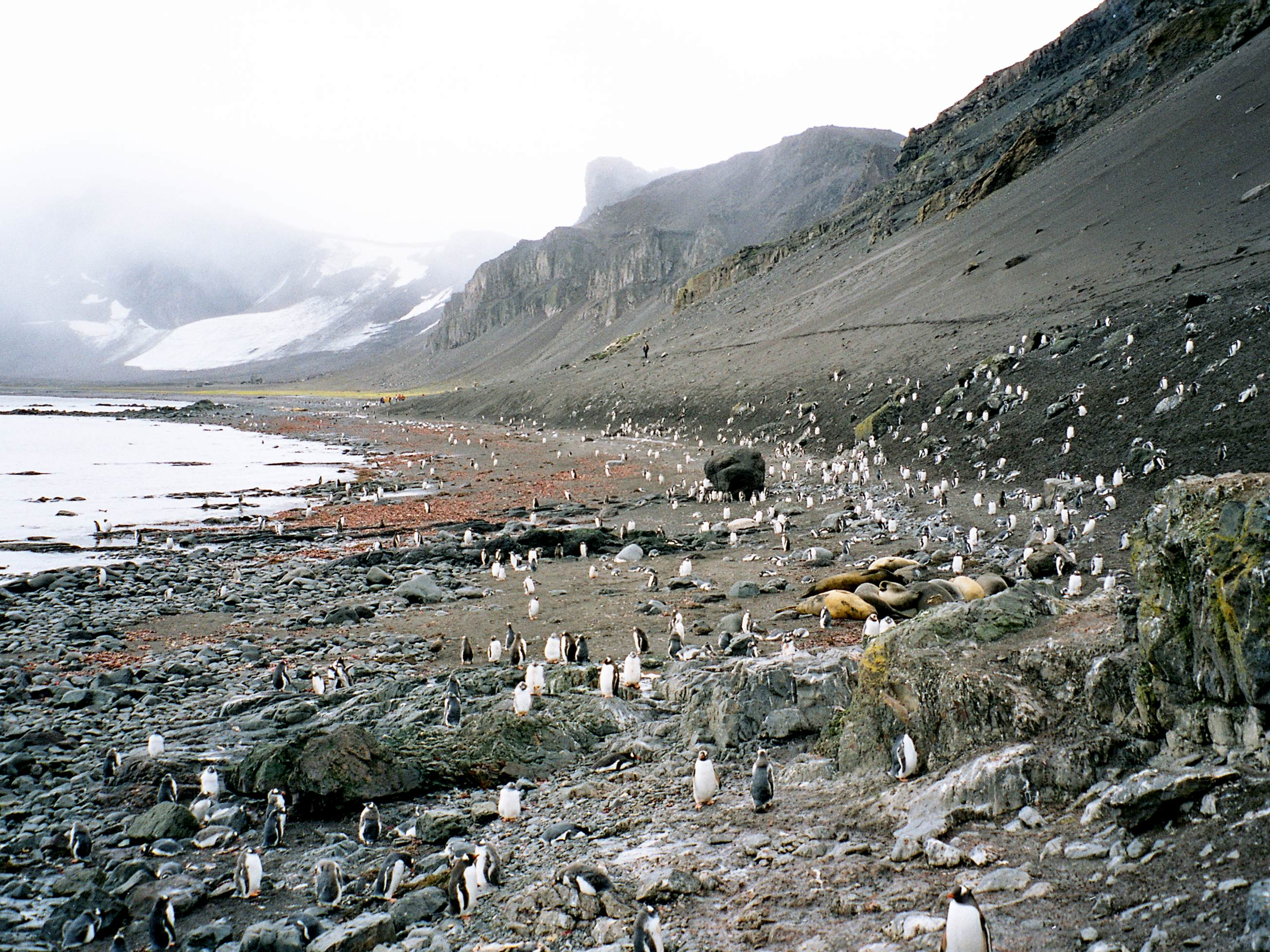
Der „Touristenpfad“ Hannah-Point in der Antarktis 2003

Der Kritikpunkt „Umweltschädigung durch den Massentourismus“ wird vor allem von den Umweltschutzorganisationen, wie BUND, Grüne Liga, NABU, Greenpeace, ins Feld geführt. Man prangert an, dass der sich ständig ausweitende Abenteuertourismus gerade besonders gefährdete Naturregionen zum Ziel habe, um dem Abenteuerhunger der Touristen gerecht zu werden, und dass Fernreisen in die entlegensten Gebiete der Erde das Verkehrsaufkommen und damit die Umweltbelastung erhöhen und das ökologische Gleichgewicht stören. Die in der sogenannten Öko-Bewegung engagierten Aktivisten kritisieren beispielsweise vehement die Invasion immer größerer Kreuzfahrtschiffe in die sensiblen Regionen der Arktis und Antarktis.
Die kulturellen Auswirkungen eines ausufernden Abenteuertourismus in exotische alte Kulturländer werden vor allem von den Kulturanthropologen aufgegriffen und kritisiert:
Der überbordende Abenteuertourismus forciert eine Anpassung der besuchten Länder an die Erwartungen der Besucher hinsichtlich Komfort und Exotik. Das „Fremde“ wird den Wünschen der Gäste und den Vorgaben der Reiseveranstalter angepasst und damit letztlich zur bloßen Kulisse. So werden lokale kulturelle Traditionen oft nur noch als Show und Inszenierung für die Touristen weitergeführt. Der Abenteuertourismus wird zu einer Monokultur, dem sich ganze Landstriche aus Profitgründen unterordnen. Die Touristen tragen dadurch mit dazu bei, dass die kulturellen Eigenheiten dieser Länder zurückgedrängt werden. Es findet eine Überlagerung und Verdrängung der autochthonen Kultur in Form einer „Verwestlichung“ und eine Verschiebung der Bevölkerungsstruktur in den Tourismusgebieten statt, die nicht nur das materielle, sondern auch das immaterielle Kulturerbe der Zielgebiete massiv beeinflussen. Durch die Veränderungen von Ausdrucksformen und Bedeutungsinhalten werden zudem auch die sozio-kulturellen Identitäten in Mitleidenschaft gezogen. Kritik am Ethnotourismus in diesem Sinne übt entsprechend auch die Kolumnistin Ingrid Thurner in einem Zeitschriftenbeitrag.

## Schutzmaßnahmen
Länder wie Nepal oder Bhutan versuchen, der Entfremdung ihrer autochthonen Kultur durch den Massenansturm von Abenteuertouristen durch Beschränkungen der Besucherzahlen, durch zeitliche Aufenthaltsbegrenzungen und relativ hohe „Eintrittsgebühren“ in ihr Land entgegenzuwirken. Die großen Reisegesellschaften und Kreuzfahrtunternehmen haben sich zudem dem Konzept eines sogenannten „sanften Tourismus“ als Gegenentwurf zum Massentourismus verpflichtet. Der sanfte Tourismus macht es sich zum ethischen Ziel, die Eigenart des bereisten Landes möglichst unverfälscht und unbeeinflusst zu erhalten und das Leben der ansässigen Bevölkerung bzw. der Tierwelt möglichst wenig zu beeinflussen. Dazu werden möglichst kleine Gruppen gebildet sowie die Teilnehmer intensiv aufgeklärt und den Zielvorgaben entsprechend begleitet.

## Bekannte Abenteuerreisende
- Christoph Kolumbus (1451–1506) war ein italienischer Seefahrer in kastilischen Diensten, der im Jahr 1492 eine Insel der Bahamas erreichte und den amerikanischen Kontinent wiederentdeckte.
- Vasco da Gama (1468–1524), portugiesischer Seefahrer und Entdecker.
- Thomas Cook (1808–1892) war ein baptistischer Geistlicher und britischer Tourismus-Pionier sowie Gründer des gleichnamigen Reiseunternehmens. Auf ihn geht das System der Pauschalreisen zurück.
- Rüdiger Nehberg (1935–2020) war ein deutscher Survival-Experte und Aktivist für Menschenrechte, der seine Expeditionen nutzte, um auf gesellschaftliche Probleme aufmerksam zu machen.[25]
- Don Quijote de la Mancha ist eine Romanfigur des spanischen Dichters Miguel de Cervantes (1547–1616), der sich in der vermeintlichen Nachfolge der edlen Ritter des Mittelalters auf Abenteuerreisen begibt, um Heldentaten zu vollbringen.